# Enicospilus ocellatus
Enicospilus ocellatus là một loài tò vò trong họ Ichneumonidae.